# パトリシア・エスピノサ
パトリシア・エスピノサ・カンテジャーノ（西: Patricia Espinosa Cantellano、1958年10月21日 - ）は、メキシコの政治家、外交官。在ドイツのメキシコ大使を務めるとともに気候変動枠組条約 (UNFCCC) の第5代事務局長を務める。
オーストリア、ドイツ、スロベニア、スロバキアの大使の後にフェリペ・カルデロン政権下では外務大臣を務める。2人の子どもがいる。

## 経歴

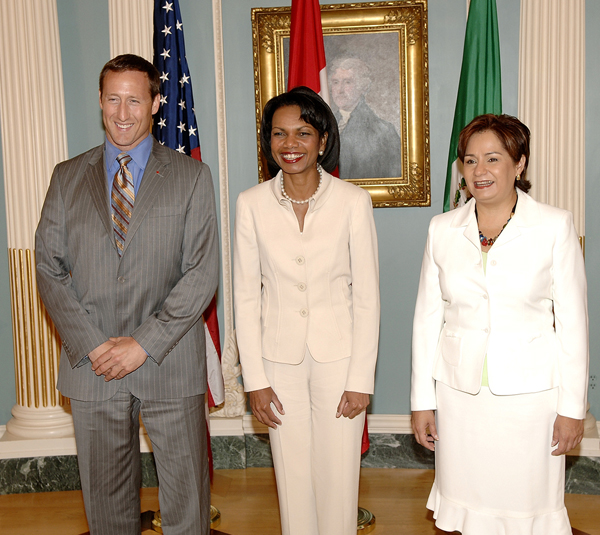
アメリカ国務省でコンドリーザ・ライス国務長官、カナダのピーター・マッカイ外務相（いずれも当時）と

メキシコ・カレッジから国際関係論の学士号を取得、スイスのジュネーブ国際・開発高等研究所で国際法を学び、卒業した。1981年9月16日に外務局に入り、ジュネーヴにある国際連合のメキシコ代表を務めた。1992年から1997年までニューヨークの国連本部のメキシコ代表を務め、イベロアメリカ首脳会議、アメリカ・サミットの総責任者も兼務した。
2000年に局内で大使に任命され、2001年1月から2002年6月まで駐ドイツ大使を、それから2006年11月まで駐オーストリア大使とウィーンに本部を置くさまざまな国際機関のメキシコ代表を務めた。
2006年11月28日に就任間もないカルデロン大統領がカンテジャーノを外務相に宛てる人事を発表し、12月1日に就任した。移民問題や安全保障問題でのアメリカとの関係多角化や前政権時代に関係が大きくこじれたキューバやベネズエラとの関係再構築に努めている。
2013年9月6日より、在ドイツのメキシコ大使を務める。
2016年5月には、気候変動枠組条約(UNFCCC)の第5代事務局長として潘基文・国連事務総長から指名。 